# Microfalcula delamarei
Famille
Genre
Espèce
Microfalcula delamarei, unique représentant du genre Microfalcula et de la famille des Microfalculidae, est une espèce de collemboles.

## Distribution
Cette espèce est endémique de Madagascar.

## Habitat
Ce collembole se rencontre dans les sables littoraux.

## Étymologie
Cette espèce est nommée en l'honneur de Claude Delamare Deboutteville.

## Publication originale
- Massoud & Betsch, 1966 : Description d'une nouvelle lignée de Collemboles Entomobryomorphes récoltée à Madagascar. Compte Rendu Hebdomadaire des Séances de l'Académie des Sciences, vol. 263D, p. 733-735.